# Discografie van Pet Shop Boys

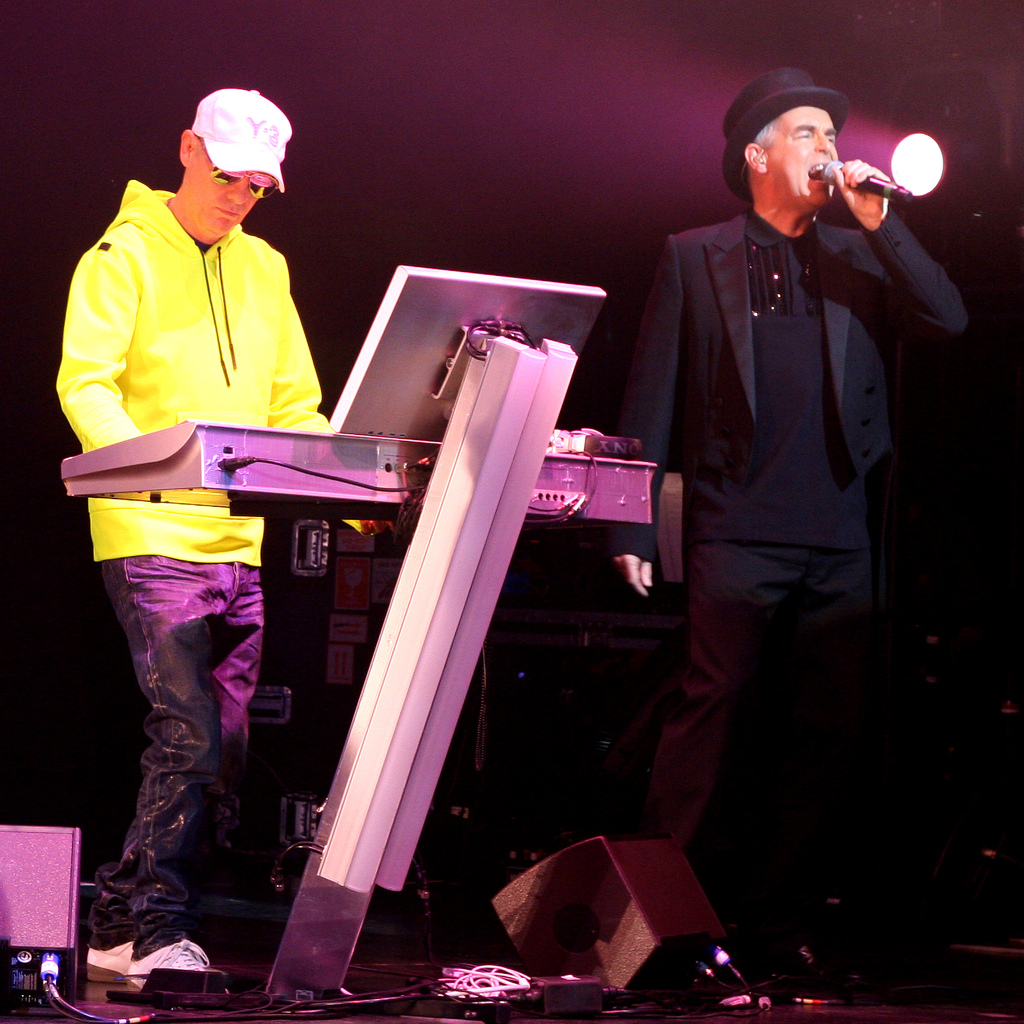
Optreden van Pet Shop Boys in Boston

Deze discografie geeft een overzicht van de muziek uitgebracht door het Britse muzikantenduo Pet Shop Boys, gevormd door zanger Neil Tennant en toetsenist Chris Lowe.

## Albums

### Studioalbums
| Verschijningsdatum | Album                     | NL | BE | DE | UK | US  | Opmerkingen                                                              |
| ------------------ | ------------------------- | -- | -- | -- | -- | --- | ------------------------------------------------------------------------ |
| 24-03-1986         | Please                    | -  |    | 3  | 3  | 7   |                                                                          |
| 07-09-1987         | Actually                  | 6  |    | 1  | 2  | 25  |                                                                          |
| 10-10-1988         | Introspective             | 11 |    | 2  | 2  | 34  |                                                                          |
| 22-10-1990         | Behaviour                 | 34 |    | 4  | 2  | 45  |                                                                          |
| 27-09-1993         | Very / Very Relentless    | 11 |    | 1  | 1  | 20  | Very Relentless is een dubbel-cd in beperkte oplage met zes extra tracks |
| 02-09-1996         | Bilingual                 | 39 | 28 | 7  | 4  | 39  |                                                                          |
| 07-04-1997         | Originals                 | -  | -  | -  | -  | -   | Boxset in beperkte oplage met de albums Please, Actually en Behaviour    |
| 07-07-1997         | Bilingual Special Edition | -  | -  | -  | 32 | -   | Dubbel-cd in beperkte oplage van Bilingual met extra tracks              |
| 11-10-1999         | Nightlife                 | 39 | 29 | 2  | 7  | 84  |                                                                          |
| 01-04-2002         | Release                   | 71 | -  | 3  | 7  | 73  |                                                                          |
| 27-05-2006         | Fundamental               | 42 | 33 | 4  | 5  | 150 |                                                                          |
| 23-03-2009         | Yes                       | 34 | 69 | 3  | 4  | 32  |                                                                          |
| 14-03-2011         | The Most Incredible Thing | 61 |    | 36 |    |     | Als Tennant/Lowe                                                         |
| 17-09-2012         | Elysium                   | 28 | 44 | 7  | 9  | -   |                                                                          |
| 12-07-2013         | Electric                  | 15 | 25 | 3  | 3  | 26  |                                                                          |
| 01-04-2016         | Super                     | 13 | 21 | 3  | 3  |     |                                                                          |

### Remixalbums
| Verschijningsdatum | Album   | NL | BE | DE | UK | US  | Opmerkingen                                             |
| ------------------ | ------- | -- | -- | -- | -- | --- | ------------------------------------------------------- |
| 17-11-1986         | Disco   | 7  |    | 15 | 15 | 95  | Zes remixes van singles van het album Please            |
| 12-09-1994         | Disco 2 | 36 |    | 47 | 6  | 75  | Megamix van remixes van het album Very                  |
| 03-02-2003         | Disco 3 | -  | -  | 33 | 36 | 188 | Remixes van het album Release en nieuwe nummers         |
| 08-10-2007         | Disco 4 | -  | -  | -  | 15 | -   | PSB-remixes voor andere artiesten en twee eigen nummers |

### Verzamelalbums
| Verschijningsdatum | Album                                        | NL | BE | DE | UK | US  | Opmerkingen                                                        |
| ------------------ | -------------------------------------------- | -- | -- | -- | -- | --- | ------------------------------------------------------------------ |
| 04-11-1991         | Discography: The Complete Singles Collection | 26 |    | 13 | 3  | 111 | Eerste 16 singles in chronologische volgorde en twee nieuwe tracks |
| 07-08-1995         | Alternative                                  | 34 | 44 | 28 | 2  | 103 | B-kanten van singles tot 1995                                      |
| 24-11-2003         | PopArt: The Hits                             | -  | 89 | 30 | 18 | -   | 33 hitsingles met twee nieuwe tracks                               |
| 01-11-2010         | Ultimate                                     | -  | 71 | 35 | 27 | -   | 18 hitsingles met één nieuwe track                                 |
| 03-02-2012         | Format                                       | 82 | -  | 31 | 26 | -   | B-kanten/bonustracks periode 1996-2009                             |

### Livealbums
| Verschijningsdatum | Album    | NL | BE | DE | UK | US | Opmerkingen                                                                          |
| ------------------ | -------- | -- | -- | -- | -- | -- | ------------------------------------------------------------------------------------ |
| 20-10-2006         | Concrete | -  | -  | 76 | 61 | -  | Met het BBC Concert Orchestra. Opgenomen in mei 2006 in het Mermaid Theatre, Londen. |

## Singles
| Verschijningsdatum | Single                                                        | NL       | BE | DE    | UK     | US | Album                                        |
| ------------------ | ------------------------------------------------------------- | -------- | -- | ----- | ------ | -- | -------------------------------------------- |
| 09-04-1984         | West End Girls (1e uitgave)                                   | -        | 17 | 81    | 121    | -  | -                                            |
| ??-06-1984         | One More Chance                                               | -        | -  | -     | -      | -  | -                                            |
| 01-07-1985         | Opportunities (Let's Make Lots of Money) (1e uitgave)         | -        | -  | -     | 116    | -  | -                                            |
| 28-10-1985         | West End Girls (2e uitgave)                                   | 3        | 3  | 2     | 1      | 1  | Please                                       |
| 24-02-1986         | Love Comes Quickly                                            | -        | 29 | 17    | 19     | 62 | Please                                       |
| 19-05-1986         | Opportunities (Let's Make Lots of Money) (2e uitgave)         | 23       | -  | 25    | 11     | 10 | Please                                       |
| 22-09-1986         | Suburbia                                                      | 2        | 1  | 2     | 8      | 70 | Please                                       |
| 15-06-1987         | It's a Sin                                                    | 3        | 2  | 1     | 1      | 9  | Actually                                     |
| 10-08-1987         | What Have I Done to Deserve This? (met Dusty Springfield)     | 2        | 4  | 4     | 2      | 2  | Actually                                     |
| 12-10-1987         | Rent                                                          | 28       | 18 | 10    | 8      | -  | Actually                                     |
| 30-11-1987         | Always on My Mind                                             | 3        | 2  | 1     | 1      | 4  | Introspective                                |
| 21-03-1988         | Heart                                                         | 11       | 6  | 1     | 1      | -  | Actually                                     |
| 12-09-1988         | Domino Dancing                                                | 7        | 6  | 3     | 7      | 18 | Introspective                                |
| 14-11-1988         | Left to My Own Devices                                        | 19       | 23 | 9     | 4      | 84 | Introspective                                |
| 26-06-1989         | It's Alright                                                  | (tip 9)  | 13 | 3     | 5      | -  | Introspective                                |
| 24-09-1990         | So Hard                                                       | 15       | 5  | 3     | 4      | 62 | Behaviour                                    |
| 12-11-1990         | Being Boring                                                  | -        | 20 | 20    | 13     | -  | Behaviour                                    |
| 11-03-1991         | Where the Streets Have No Name (I Can't Take My Eyes Off You) | 13       | 5  | 7     | 4      | -  | Discography: The Complete Singles Collection |
| 28-05-1991         | Jealousy                                                      | -        | -  | 20    | 12     | -  | Behaviour                                    |
| 14-10-1991         | DJ Culture                                                    | -        | -  | 19    | 13     | -  | Discography: The Complete Singles Collection |
| 09-12-1991         | Was It Worth It?                                              | (tip 7)  | -  | 19    | 24     | -  | Discography: The Complete Singles Collection |
| 01-06-1993         | Can You Forgive Her?                                          | 28       | 14 | 17    | 7      | -  | Very                                         |
| 06-09-1993         | Go West                                                       | 3        |    | 1     | 2      | -  | Very                                         |
| 15-11-1993         | I Wouldn't Normally Do This Kind of Thing                     | (tip 2)  |    | 37    | 13     | -  | Very                                         |
| 04-04-1994         | Liberation                                                    | -        |    | 51    | 14     | -  | Very                                         |
| 31-05-1994         | Absolutely Fabulous (geproduceerd door Pet Shop Boys)         | (tip)    |    | -     | 6      | -  | Disco 2                                      |
| 29-08-1994         | Yesterday, When I Was Mad                                     | 35       |    | 72    | 13     | -  | Very                                         |
| 31-07-1995         | Paninaro '95                                                  | 30       | 35 | 39    | 15     | -  | Alternative                                  |
| 22-04-1996         | Before                                                        | (tip 2)  | -  | 45    | 7      | -  | Bilingual                                    |
| 12-08-1996         | Se a vida é (That's the Way Life Is)                          | (tip 11) | 50 | 19    | 8      | -  | Bilingual                                    |
| 12-08-1996         | Single-Bilingual                                              | -        | -  | 77    | 14     | -  | Bilingual                                    |
| 17-03-1997         | A Red Letter Day                                              | -        | -  | 55    | 9      | -  | Bilingual                                    |
| 23-06-1997         | Somewhere                                                     | (tip 20) | -  | 70    | 9      | -  | Bilingual Special Edition                    |
| 19-07-1999         | I Don't Know What You Want but I Can't Give It Any More       | (tip 20) | -  | 23    | 15     | 66 | Nightlife                                    |
| 27-09-1999         | New York City Boy                                             | 34       | 20 | 16    | 14     | 53 | Nightlife                                    |
| 03-01-2000         | You Only Tell Me You Love Me When You're Drunk                | -        | -  | 29    | 8      | -  | Nightlife                                    |
| 18-03-2002         | Home and Dry                                                  | -        | -  | 12    | 14     | -  | Release                                      |
| 18-03-2002         | I Get Along                                                   | -        | -  | 31    | 18     | -  | Release                                      |
| 14-10-2002         | London                                                        | -        | -  | 39    | 118[1] | -  | Release                                      |
| 17-11-2003         | Miracles                                                      | -        | -  | 20    | 10     | -  | PopArt: The Hits                             |
| 29-03-2004         | Flamboyant                                                    | -        | -  | 43    | 12     | -  | PopArt: The Hits                             |
| 08-05-2006         | I'm with Stupid                                               | -        | -  | 29    | 8      | -  | Fundamental                                  |
| 24-07-2006         | Minimal                                                       | -        | -  | 63    | 19     | -  | Fundamental                                  |
| 20-10-2006         | Numb                                                          | -        | -  | 72    | 23     | -  | Fundamental                                  |
| 10-03-2007         | She's Madonna (Robbie Williams met Pet Shop Boys)             | 2        | 3  | 4     | 16     | -  | Rudebox - Robbie Williams                    |
| 04-10-2007         | Integral                                                      | -        | -  | -     | 197    | -  | Fundamental / Disco 4                        |
| 16-03-2009         | Love etc.                                                     |          |    | 12*   | 14     |    | Yes                                          |
| 01-06-2009         | Did You See Me Coming?                                        |          |    | 49    | 21     |    | Yes                                          |
| 02-10-2009         | Beautiful People                                              |          |    | 65[2] |        |    | Yes                                          |
| 02-10-2009         | Christmas                                                     |          |    | 35    | 40     |    |                                              |
| 29-11-2010         | Together                                                      |          |    | 60    | 58     |    | Ultimate                                     |
| 03-08-2012         | Winner                                                        |          |    | 60    | 86     |    | Elysium                                      |
| 12-10-2012         | Leaving                                                       |          |    | 35    | 44     |    | Elysium                                      |
| 28-12-2012         | Memory of the Future                                          |          |    | 68    | 111    |    | Elysium                                      |

Noten
- 1 ^ London werd alleen uitgebracht in Duitsland. De positie in de Britse hitparade werd gerealiseerd op basis van importverkopen.
- 2 ^ Beautiful People werd alleen uitgebracht in Duitsland.

## Dvd's
| Dvd's met hitnoteringen in de Nederlandse Music Top 30          | Datum van verschijnen | Datum van binnenkomst | Hoogste positie | Aantal weken | Opmerkingen |
| --------------------------------------------------------------- | --------------------- | --------------------- | --------------- | ------------ | ----------- |
| Cubism: In Concert/14th 2006 - Auditorio Nacional / Mexico City | 2007                  | 02-06-2007            | 9               | 2            |             |

## Remixen
Voor andere artiesten maakte Pet Shop Boys de volgende remixen:
- 1994: Girls & Boys - Blur
- 1996: Hallo Spaceboy - David Bowie
- 2000: Jerusalem - Fat Les 2000
- 2000: Mope - Bloodhound Gang
- 2003: Hooked on Radiation (Orange Alert Mix) - Atomizer
- 2003: Walking on Thin Ice - Yoko Ono
- 2004: Mein Teil (You Are What You Eat Mix / You Are What You Eat Instrumental Mix / There Are No Guitars on This Mix) - Rammstein
- 2006: Sorry - Madonna
- 2007: Read My Mind (Pet Shop Boys Stars are Blazing Mix) - The Killers
- 2008: I'm in Love with a German Film Star (PSB Symphonic Mix / PSB Symphonic instrumental mix) - Sam Taylor-Wood
- 2008: Kids (PSB Abstrakt Mix / PSB Synthpop Mix) - MGMT
- 2009: Eh, Eh (Nothing Else I Can Say) (Pet Shop Boys-remix) - Lady Gaga